# Clarkson’s Farm
Clarkson’s Farm ist eine Dokumentationsserie über Jeremy Clarkson und seinen Bauernhof in Chadlington, einem Dorf in der Nähe von Chipping Norton in den Cotswolds. Staffel 1 wurde erstmals von Amazon Prime Video im Jahr 2021 ausgestrahlt. Die zweite Staffel wurde im Juli 2021 bestätigt und steht seit Februar 2023 zum Abruf bereit. Die dritte Staffel wurde im Oktober 2022 bestätigt und am 3. und 10. Mai 2024 veröffentlicht. Staffel 4 wurde ab dem 23. Mai 2025 auf Prime Video veröffentlicht.
Im deutschen Free-TV wurde die Serie beim Sender NITRO gezeigt. Im November 2024 wurde seitens Jeremy Clarkson offiziell verkündet, dass es auch eine fünfte Staffel geben wird.

## Diddly Squat Farm
Der Bauernhof war früher Teil des Sarsden-Anwesens in Oxfordshire. Jeremy Clarkson kaufte 2008 ungefähr 1000 Acres (ca. 405 Hektar), darunter auch die Curdle Hill Farm. Auf den Feldern wurde hauptsächlich Ackerbau betrieben, mit einer Fruchtfolge aus Gerste, Raps und Weizen. Sie wurde in der Vergangenheit vom lokalen Dorfbewohner Howard auf Vertragsbasis bewirtschaftet, der sich jedoch 2019 zur Ruhe setzte. Clarkson beschloss daraufhin, das Land selbst zu bewirtschaften.
Der Bauernhof wurde von Clarkson in „Diddly Squat“ umbenannt, um auf die mangelnde Produktivität hinzuweisen, da Diddly Squat umgangssprachlich für „eine Sache von geringem Wert oder Bedeutung“ steht.

## Handlung
Die Serie beginnt mit dem Entschluss Clarksons, einen Bauernhof selbst zu bewirtschaften. Dabei wird er bei der Arbeit auf der Farm von Lohnunternehmer Kaleb Cooper unterstützt, bei der Planung der Bewirtschaftung berät ihn der Agronom Charlie Ireland. Clarksons Lebensgefährtin Lisa Hogan kümmert sich vorwiegend um den Hofladen. Die Zuschauer werden dadurch unterhalten, dass Clarkson aufgrund seiner mangelnden theoretischen und vor allem praktischen Kenntnisse über Landwirtschaft immer wieder in Fallen tappt.
Die erste Staffel handelt von Clarksons ersten Gehversuchen im Betreiben einer Farm. Bei der Anschaffung der Landtechnik lässt er sich zwar von Charlie Ireland beraten, aber z. B. bei der Auswahl des Traktors kommt seine frühere Tätigkeit als Autojournalist zum Tragen und er kauft ein viel zu großes Modell, nur weil es von Lamborghini hergestellt wurde. Neben den klassischen Feldfrüchten experimentiert Clarkson mit dem Anbau von Wasabi und Kürbis, versucht sich in der Schafzucht und beginnt ein Renaturierungsprojekt, für das er sich Subventionen vom britischen Staat erhofft. Am Ende der ersten Staffel muss Clarkson erkennen, dass er die Saison nahezu ohne Gewinn beendet hat.
Die zweite Staffel steht ganz im Zeichen der Errichtung eines eigenen Restaurants, in dem Clarkson alle Produkte seiner Farm verwerten möchte. Gezeigt werden die Auseinandersetzungen sowohl mit den britischen Behörden als auch mit den Einwohnern des angrenzenden Dorfs. Außerdem beginnt er mit der Rinderzucht und hat mit Rindertuberkolose zu kämpfen. Schließlich gelingt es ihm, gegen alle Widerstände, ein Restaurant zu eröffnen.
Zu Beginn der dritten Staffel erfährt man, dass die Behörden das Restaurant wieder geschlossen haben. Zugleich hat die Farm mit stark gestiegenen Preisen für Saatgut und Düngemittel zu kämpfen. Clarkson überträgt die Verantwortung für die Feldwirtschaft an Kaleb, während er sich um die Nutzung des Brachlandes kümmert. Beide starten einen Wettbewerb, wer mit seinem Bereich mehr Geld verdienen wird. Kaleb setzt auf Hartweizen, während Clarkson versucht, seinen Bereich durch Schweinezucht, die Haltung von Ziegen zur Landschaftspflege und den Anbau von Pilzen profitabler zu machen. Der Plan des  Restaurants wird endgültig ad acta gelegt, statt dessen wird der Parkplatz vergrößert.
Die vierte Staffel zeigt die Probleme bei der Aussaat und die hohen Ernteverluste der britischen Bauern, die sich 2024 auf Grund des Dauerregens ergeben haben. Clarkson eröffnet einen Pub, der nur Zutaten aus britischer Produktion verwendet, und verzettelt sich damit sowohl zeitlich als auch finanziell. Am Ende erweisen sich sowohl die Eröffnung des Pubs als auch die Erträge der Farm als Desaster.

## Figuren
Alle Figuren in der Serie spielen sich selbst.

### Jeremy Clarkson
Jeremy Clarkson ist ein Autojournalist, Fernsehmoderator und Autor, der als Moderator von Top Gear berühmt wurde. Als Bauer ist er bisher völlig unerfahren und macht viele Fehler, die durch seine Angestellten zum Teil ausgeglichen werden. Zum Teil führen sie auch zu komischen Situationen, wie etwa wenn Jeremy sich einen viel zu großen Traktor kauft, weil er große, PS-starke Autos liebt, der neue Traktor aber noch nicht einmal in seine Scheune zum Parken passt.

### Gerald Cooper
Gerald Cooper ist Spezialist für den Bau und die Instandhaltung von Trockensteinmauern, die die 40-Meilen-Grenze des Agrarbetriebes bilden. Seine Unterhaltungen mit Clarkson sind liebenswürdig, aber aufgrund seines starken lokalen Akzents im englischen Original unverständlich, sowohl für Clarkson als auch für den Zuschauer. Jede Unterhaltung zwischen den beiden endet immer mit den Worten „oh yea yea...“ von Clarkson. Er hilft Clarkson bei der Getreideernte – eine Tätigkeit, die der mittlerweile 72-Jährige seit 50 Jahren ausübt. 

### Kaleb Cooper
Kaleb Cooper (geboren 1998) wurde von Clarkson als Lohnunternehmer engagiert, um ihm bei verschiedenen Tätigkeiten auf dem Bauernhof zu helfen, so etwa bei der Bedienung seines Traktors, beim Aussäen oder bei der Ernte. Er ist erfahren und tüchtig und berät Clarkson daher in den technischen Details des Traktoreinsatzes. Er hat sein Heimatdorf Chadlington nur selten verlassen und ist daher wenig weltgewandt. Außerdem versteht er Clarksons Späße meistens nicht, weil sich diese auf Zeiten vor seiner Geburt beziehen, z.B auf Phil Oakeys Frisuren in den 1970er Jahren. Durch die Serie erlangt Kaleb Cooper einen gewissen Bekanntheitsgrad, weshalb er unter dem Titel „The World According to Kaleb“ (dt. „Die Welt aus Sicht von Kaleb“) erstmals 2024 eine Tournee durch Großbritannien absolvierte.

### Kevin Harrison
Kevin Harrison ist der Vorsitzende der National Sheep Association und ein altgedienter Schafzüchter, der Clarkson bei der Haltung der Schafherde berät.

### Ellen Helliwell
Ellen Helliwell ist eine Schäferin, die von Clarkson engagiert wurde, um die Schafherde zu hüten. Clarkson hat die Schafherde erworben, um damit Brachwiesen zu beweiden. Zu Helliwells Aufgaben gehört das Ablammen und Scheren der Schafe.

### Lisa Hogan
Lisa Hogan ist Schauspielerin und Clarksons Freundin. Sie hilft auf dem Hof, insbesondere bei der Führung des Hofladens.

### Charlie Ireland
Charlie Ireland ist Agronom und Gutsverwalter, der Clarkson bei der Bewirtschaftung des Bauernhofs berät. Er versteht die landwirtschaftlichen Aspekte der Pflanzen, die komplexen Details der staatlichen Regulierung und die finanziellen Konsequenzen. Er wird von Clarkson auch ironisch „Cheerful Charlie“ (dt. „fröhlicher Charlie“) genannt, was damit zusammenhängt, dass er häufig mit ernster Miene Probleme bei den enthusiastisch geplanten Aktivitäten von Clarkson identifiziert.

### Alan Townsend
Alan Townsend ist der örtliche Bauunternehmer und führt alle Baumaßnahmen auf der Farm aus.

### Dilwyn Evans
Dilwyn Evans ist Tierarzt und kümmert sich um alle Belange der Farmtiere, unter anderem um die künstliche Besamung der Kühe, die Tuberkulose-Tests und leistet Rindergeburtshilfe.

### Harriet Cowan
Harriet Cowan ist Landwirtin und arbeitet zeitweise als Krankenschwester. Daneben betreibt sie einen eigenen Kanal bei TikTok, wo sie Einblicke in ihr Leben als Landwirtin gibt. Sie ist in Staffel 4 Teilzeitvertretung des abwesenden Kaleb Cooper.

## Episodenliste

### Staffelübersicht
| Staffel | Episodenanzahl | Veröffentlicht bei Prime Video | Veröffentlicht bei Prime Video |
| Staffel | Episodenanzahl | Staffelpremiere                | Staffelfinale                  |
| ------- | -------------- | ------------------------------ | ------------------------------ |
| 1       | 8              | 11. Juni 2021                  | 11. Juni 2021                  |
| 2       | 8              | 10. Februar 2023               | 10. Februar 2023               |
| 3       | 8              | 3. Mai 2024                    | 10. Mai 2024                   |
| 4       | 8              | 23. Mai 2025                   | 6. Juni 2025                   |

### Staffel 1
| Nr. (ges.) | Nr. (St.) | Deutscher Titel           | Originaltitel    | Erstausstrahlung Vereinigtes Königreich | Deutschsprachige Erstausstrahlung (D) |
| --- | --------- | ------------------------- | ---------------- | --------------------------------------- | ------------------------------------- |
| 1 | 1         | Trecker fahren            | Tractoring       | 11. Juni 2021                           | 11. Juni 2021                         |
| Clarkson kauft die für den Ackerbau benötigten Geräte – einen Traktor, einen Grubber, eine Sämaschine und andere Anbaugeräte. Bei der Traktorauswahl verschmäht er einen alten Massey Ferguson und kauft stattdessen einen Lamborghini R8 in Deutschland. Schon bald muss er feststellen, dass dieser Traktor zu groß und zu komplex für ihn ist. Auch das Bearbeiten des Ackers ist schwerer als gedacht. |           |                           |                  |                                         |                                       |
| 2 | 2         | Schäferei                 | Sheeping         | 11. Juni 2021                           | 11. Juni 2021                         |
| Clarkson kauft bei einer Auktion 78 Schafe (North Country Mules) um sich dadurch das vorgeschriebene Mähen von Brachlandflächen zu ersparen. Die Schafzucht stellt sich als schwieriger als gedacht heraus und auch der Einsatz eines Quadrocopter anstelle eines teuren Hütehundes bringt nur kurzfristig Erfolg, weshalb Clarkson eine Schäferin einstellt. Die als günstige „Mähalternative“ angeschafften Schafe werden immer kostspieliger… |           |                           |                  |                                         |                                       |
| 3 | 3         | Der Hofladen              | Shopping         | 11. Juni 2021                           | 11. Juni 2021                         |
| Nach dem Besuch eines Hofladens meint Clarkson, dass so ein Hofladen auch für seinen Betrieb eine gute Idee ist, zumal mehrere Tonnen frisch geernteter Kartoffeln verkauft werden müssen. Der Bau des Hofladens ist, auch aufgrund von sehr schlechten Wetterbedingungen, schwieriger als gedacht. |           |                           |                  |                                         |                                       |
| 4 | 4         | Das Renaturierungsprojekt | Wilding          | 11. Juni 2021                           | 11. Juni 2021                         |
| Ein großer Teich, den Wald ausdünnen, einen Staudamm bauen, Blühstreifen anlegen. Das sind einige der Aktionen, die Clarkson im Rahmen eines Renaturierungsprojektes in Angriff nimmt. |           |                           |                  |                                         |                                       |
| 5 | 5         | Pan(ik)demie              | Pan (dem) Icking | 11. Juni 2021                           | 11. Juni 2021                         |
| Die Corona-Pandemie setzt Clarkson zu. Zum einen hat er aufgrund von Vorerkrankungen Angst, an Corona zu erkranken, zum anderen gestaltet sich die Hofarbeit schwieriger und die Preise, z. B. für seine frisch geborenen Lämmer, fallen rapide. |           |                           |                  |                                         |                                       |
| 6 | 6         | Affenhitze                | Melting          | 11. Juni 2021                           | 11. Juni 2021                         |
| Eine Hitzeperiode zwingt Clarkson zum Handeln: Um frisch gepflanzte Kürbispflanzen, die Clarkson mit großem Gewinn zu Halloween verkaufen will, vor dem Absterben zu bewahren, soll ein Gülleanhänger zum Bewässern der Pflanzen eingesetzt werden. Problem: Die Wasserquelle ist mit dem großen Lamborghini-Traktor sehr schwer zu erreichen und die Kapazität des Güllefasses von 4000 Litern reicht nur für sehr wenig Ackerfläche... |           |                           |                  |                                         |                                       |
| 7 | 7         | Vermasselt                | Fluffing         | 11. Juni 2021                           | 11. Juni 2021                         |
| Lisa verkauft im Hofladen nicht nur, wie vorgeschrieben, regionale Produkte, sondern auch Ananas und Avocado. Das führt zu Ärger mit den Behörden. Clarkson erntet den Wasabi und möchte diesen durch Kaleb teuer an Londoner Restaurants verkaufen. Das klappt nicht und auch im Hofladen findet der Wasabi keine Käufer. |           |                           |                  |                                         |                                       |
| 8 | 8         | Ernte                     | Harvesting       | 11. Juni 2021                           | 11. Juni 2021                         |
| Die Ernte steht an. Wieder muss Clarkson mit besonderen Wetter- bzw. Klimabedingungen kämpfen: Raps und Gerste sind gleichzeitig reif. Da Clarkson keinen Mähdrescher besitzt und fast alle Lohnunternehmer ausgebucht sind, wird es schwierig, die Ernte einzufahren. Ein weiteres Problem: Die Lagerhalle ist zu klein um Raps und Gerste zusammen lagern zu können. Am Ende der Folge wird Kassensturz gemacht: Der ganze Aufwand hat sich absolut nicht gelohnt, doch Clarkson will nicht wieder nach London zurückziehen, sondern auf dem Land bleiben. |           |                           |                  |                                         |                                       |

### Staffel 2
| Nr. (ges.) | Nr. (St.) | Deutscher Titel | Originaltitel | Erstausstrahlung Vereinigtes Königreich | Deutschsprachige Erstausstrahlung (D) |
| --- | --------- | --------------- | ------------- | --------------------------------------- | ------------------------------------- |
| 9 | 1         | Überleben       | Surviving     | 10. Feb. 2023                           | 10. Feb. 2023                         |
| Clarkson entscheidet, die Produktpalette seiner Farm zu diversifizieren und schafft Kühe an. Parallel dazu kommt ihm die Idee, ein Restaurant zu eröffnen, bei dem alle Zutaten auf der Farm produziert werden. So glaubt er, die nach dem Brexit entfallenen Agrarsubventionen der EU kompensieren zu können.        |           |                 |               |                                         |                                       |
| 10 | 2         | Kauern          | Cowering      | 10. Feb. 2023                           | 10. Feb. 2023                         |
| Clarkson versucht, seine Kuhherde an ihre neue Umgebung zu gewöhnen, doch diese reißt zunächst mehrfach aus. Außerdem hat er Schwierigkeiten mit einem neuen Ackergerät, das sich als zu schwer für seinen Traktor erweist.                                                                                           |           |                 |               |                                         |                                       |
| 11 | 3         | Schmuhsen       | Schmoozing    | 10. Feb. 2023                           | 10. Feb. 2023                         |
| Der Bauantrag für das Restaurant nimmt Gestalt an. Doch Clarkson's Pläne stoßen bei der Dorfbevölkerung nicht überall auf Zustimmung, weshalb er eine Fragestunde mit den Einwohnern organisiert. |           |                 |               |                                         |                                       |
| 12 | 4         | Hetze           | Badgering     | 10. Feb. 2023                           | 10. Feb. 2023                         |
| Die Kuhherde der Farm wird durch Rindertuberkulose bedroht, die von Dachsen übertragen wird. Eine einfache Lösung gibt es nicht, weil die Tiere in England unter strengem Artenschutz stehen. |           |                 |               |                                         |                                       |
| 13 | 5         | Berat-ung       | Council-ing   | 10. Feb. 2023                           | 10. Feb. 2023                         |
| Der Council soll endlich über Clarksons Bauantrag entscheiden. Die Gegner fahren schwere Geschütze auf, sodass der Antrag abgelehnt wird. |           |                 |               |                                         |                                       |
| 14 | 6         | Beratung        | Counselling   | 10. Feb. 2023                           | 10. Feb. 2023                         |
| Die von Charlie Ireland engagierten Anwälte prognostizieren Kosten von bis zu 500.000 Pfund, wenn Clarkson gegen die Ablehnung des Bauantrages beim zuständigen Ministerium Widerspruch einlegt. Also verwirft er die Idee und überlegt, wie die Farm auch ohne Restaurant gewinnbringend bewirtschaftet werden kann. |           |                 |               |                                         |                                       |
| 15 | 7         | Intrigen        | Scheming      | 10. Feb. 2023                           | 10. Feb. 2023                         |
| Bauunternehmer Alan hat die rettende Idee für das Restaurant. Ein auf der Farm stehender verfallener Stall genießt Bestandsschutz und könnte deshalb auch ohne Baugenehmigung saniert und als Restaurant genutzt werden.                                                                                              |           |                 |               |                                         |                                       |
| 16 | 8         | Der Höhepunkt   | Climaxing     | 10. Feb. 2023                           | 10. Feb. 2023                         |
| Nach einigen Problemen mit der Zufahrt und Erschließung des alten Stallgebäudes gelingt es, das Restaurant in Rekordzeit fertigzustellen und zu eröffnen. |           |                 |               |                                         |                                       |

### Staffel 3
| Nr. (ges.) | Nr. (St.) | Deutscher Titel                  | Originaltitel | Erstausstrahlung Vereinigtes Königreich | Deutschsprachige Erstausstrahlung (D) |
| --- | --------- | -------------------------------- | ------------- | --------------------------------------- | ------------------------------------- |
| 17 | 1         | Alles auf null                   | Unfarming     | 3. Mai 2024                             | 3. Mai 2024                           |
| Das Restaurant wurde von den Behörden geschlossen, das schlechte Wetter erschwert die Aussaat und die Preise für Dünger sind stark gestiegen. Clarkson beschließt deshalb, nur noch das Brachland der Farm zu bewirtschaften und überträgt die Verantwortung für die Felder an Kaleb. Beide starten einen Wettstreit, wer mit seinem Bereich mehr Geld verdient. |           |                                  |               |                                         |                                       |
| 18 | 2         | Schweine-Orgie                   | Porking       | 3. Mai 2024                             | 3. Mai 2024                           |
| Clarkson beschließt, Schweine zu halten und bereitet alles für die Tiere vor. Kaleb ist nicht erfreut darüber, dass Teile der Felder ohne Absprache mit ihm ökologisch bewirtschaftet werden sollen. Die Protagonisten müssen erfahren, dass Gerald an Prostatakrebs erkrankt ist.                                                                               |           |                                  |               |                                         |                                       |
| 19 | 3         | Winterfreuden                    | Jobbing       | 3. Mai 2024                             | 3. Mai 2024                           |
| Eine der Sauen war bei Kauf schon trächtig und es kommen während Clarksons Urlaub die ersten Ferkel zur Welt. Die Reparatur eines Dammes auf der Farm scheitert an der eingesetzten Technik und an der Bürokratie. |           |                                  |               |                                         |                                       |
| 20 | 4         | Schwere Geburt                   | Harrowing     | 3. Mai 2024                             | 3. Mai 2024                           |
| Clarkson möchte die Felder mit einem Hovercraft bestellen. Bei der Geburt der Ferkel geht einiges schief und eine der Sauen erkrankt ernsthaft. |           |                                  |               |                                         |                                       |
| 21 | 5         | Frühlingsgefühle                 | Healing       | 10. Mai 2024                            | 10. Mai 2024                          |
| Kaleb sät Hartweizen, weil er damit mehr Geld verdienen kann. Clarksons Idee, Suppe aus Brennnesseln zu vermarkten, erweist sich als wenig erfolgreich und er beschließt, in einem alten unterirdischen Bunker Pilze anzubauen. |           |                                  |               |                                         |                                       |
| 22 | 6         | Pilzschwemme                     | Mushrooming   | 10. Mai 2024                            | 10. Mai 2024                          |
| Die Pilze wachsen so reichlich, dass Clarkson sie nicht nur im eigenen Hofladen, sondern an Pubs und andere Hofläden verkauft. Außerdem versucht er, mit Hilfe von Ziegen den wild wachsenden Dornensträuchern auf der Farm Herr zu werden. Währenddessen haben Kaleb und Charlie ein Treffen mit dem Premierminister Rishi Sunak.                               |           |                                  |               |                                         |                                       |
| 23 | 7         | Jetzt wird in die Hände gespuckt | Parking       | 10. Mai 2024                            | 10. Mai 2024                          |
| Die Genehmigungen des Council sind erteilt und Clarkson baut den Parkplatz am Hofladen in Eigenleistung aus. Derweil verschimmeln die Pilze und Clarkson geht auf die Jagd. Außerdem hat er eine innovative Idee, wie er die neu geborenen Ferkel schützen kann.                                                                                                 |           |                                  |               |                                         |                                       |
| 24 | 8         | Die Abrechnung                   | Calculating   | 10. Mai 2024                            | 10. Mai 2024                          |
| Die Ernte wird eingebracht. Während Kaleb einen Misserfolg mit dem Raps hinnehmen muss, fällt Clarksons Senfernte sehr mager aus. Dagegen entpuppt sich der Hartweizen als Erfolg. Am Ende rechnen Clarkson und Kaleb ab, doch der Ertrag wird von Charlie einbehalten, um die Aussaat der nächsten Saison zu finanzieren.                                       |           |                                  |               |                                         |                                       |

### Staffel 4
| Nr. (ges.) | Nr. (St.) | Deutscher Titel                 | Originaltitel | Erstausstrahlung Vereinigtes Königreich | Deutschsprachige Erstausstrahlung (D) |
| --- | --------- | ------------------------------- | ------------- | --------------------------------------- | ------------------------------------- |
| 25 | 1         | Der Stein der Weisen            | Solo-ing      | 23. Mai 2025                            | 23. Mai 2025                          |
| Kaleb tourt als neuer Star durchs Land und Lisa macht einen Kurs als Parfümeurin. Jeremy ist mit der alleinigen Bewirtschaftung überfordert und heuert eine Vertretung an. Diese ist die 24-jährige Harriet Cowan, die nicht nur Bäuerin ist, sondern auch Videos über ihre Arbeit bei TikTok veröffentlicht. |           |                                 |               |                                         |                                       |
| 26 | 2         | Pläne, Pubs und Probleme        | Pubbing       | 23. Mai 2025                            | 23. Mai 2025                          |
| Nachdem die Pläne mit dem Restaurant gescheitert sind, fasst Jeremy den Entschluss, einen Pub zu kaufen, wo er die Produkte seiner Farm verkaufen kann. Der alte Lamborghini macht Probleme und Harriet mietet einen Traktor von Massey Ferguson auf Probe. Doch Jeremy möchte sich noch nicht entscheiden und veranstaltet einen Vergleichstest von acht verschiedenen Traktormodellen. |           |                                 |               |                                         |                                       |
| 27 | 3         | Land unter                      | Crawling      | 23. Mai 2025                            | 23. Mai 2025                          |
| Sehr zur Freude von Jeremy kehrt Kaleb zurück. Die Farm leidet im Frühjahr 2024 wie alle englischen Bauern unter dem Dauerregen, der die Aussaat verhindert. Um den Boden zu trocken, soll er gepflügt werden, doch Jeremy besorgt einen viel zu schweren Pflug. Harriet verlässt die Farm wieder. |           |                                 |               |                                         |                                       |
| 28 | 4         | Der Popopicknickplatz           | Cottaging     | 23. Mai 2025                            | 23. Mai 2025                          |
| Entgegen allen Ratschlägen und Testergebnissen hat Jeremy wieder einen Traktor von Lamborghini gekauft. Doch mit dessen vergleichsweise hohen Motorleistung kann er den zu schweren Pflug bewegen, und nach dem Pflügen kann die Aussaat beginnen. Außerdem scheint Jeremy endlich einen passenden Pub für seine Pläne gefunden zu haben. |           |                                 |               |                                         |                                       |
| 29 | 5         | Alles neu macht der Mai         | Endgaming     | 30. Mai 2025                            | 30. Mai 2025                          |
| Die Ziegenherde wird mit GPS-Halsbändern ausgestattet und ein männliches Ferkel namens Richard Ham (als Anspielung auf Clarksons Kollegen Richard Hammond) erhält besondere Pflege. Jeremy beschließt, die Rinderzucht zu intensivieren und kauft einen Jungbullen. |           |                                 |               |                                         |                                       |
| 30 | 6         | Nicht kleckern, sondern klotzen | Splurging     | 30. Mai 2025                            | 30. Mai 2025                          |
| Jeremy hat einen Pub gekauft und Bauunternehmer Alan beginnt mit den Bauarbeiten. Bei einer Viehauktion lässt sich Jeremy von Harriet beraten, die ihn mit ihren Bieterkünsten beeindruckt. Auf der Baustelle laufen die Kosten aus dem Ruder und Jeremy muss von dem zukünftigen Küchenchef erfahren, dass sein gastronomisches Konzept nicht funktionieren wird. |           |                                 |               |                                         |                                       |
| 31 | 7         | Arbeiten bis zum Umfallen       | Hurrying      | 6. Juni 2025                            | 6. Juni 2025                          |
| Clarkson muss erkennen, dass er sich im Datum geirrt und eine Woche weniger Zeit hat, um die Renovierung des Pubs abzuschließen. Die Handwerker geben ihr Bestes, stehen sich und dem Küchenteam aber ständig im Weg. Währenddessen muss auch das Getreide geerntet werden, sodass Clarkson an den Rand seiner Kräfte gelangt - tagsüber muss er die Renovierung beaufsichtigen und danach bis in die Nacht hinein die Ernte einfahren. Das Konzept, nur einheimische Produkte zu verarbeiten, erweist sich als äußerst kostspielig. So muss der Pub schwarzen Pfeffer aus britischem Anbau für 100 Pfund je Kilogramm einkaufen. |           |                                 |               |                                         |                                       |
| 32 | 8         | Alles "Wirt" gut                | Landlording   | 6. Juni 2025                            | 6. Juni 2025                          |
| Die Eröffnung des Pubs wird zum Desaster: Strom und Gas fallen immer wieder aus, trotz des Dauerregens ist der Wasserdruck nicht hoch genug, und die Vorräte reichen nicht aus, um alle Gäste bewirten zu können. Küchenchef Nick Rowberry versucht, die Vorräte mit britischem Fleisch von anderen Händlern als den örtlichen Lieferanten aufzufüllen. Zurück auf der Farm überlegen Kaleb und Jeremy, ob es sich lohnt, den Hartweizen feucht zu ernten und erst dann zu trocknen, doch das Korn fällt bei der Hagberg-Perten-Fallzahlprüfung durch und ist unverkäuflich. Das gleiche Problem mit der Getreideernte haben viele anderen britischen Farmer auch, die im Gegensatz zu Clarkson jedoch von ihren Farmen leben müssen und daher aufgeben. Am Ende lassen die Protagonisten die Ereignisse der Staffel in einem anderen Pub Revue passieren. |           |                                 |               |                                         |                                       |

## Rezeption
Die Serie wurde fast einhellig positiv aufgenommen. Selbst britische Bauern verkündeten ihr Wohlwollen. So erreichte sie nach wenigen Tagen auf der Streaming-Plattform Amazon Prime eine Bewertung von 5 Sternen. Zur zweiten Staffel resümiert The Independent, dass sie wie ein Produkt aus dem Hofladen sei: überladen, leicht gekünstelt aber zweifelsohne köstlich. Das Fazit der Rezensentin der Oxford Mail, selber seit 10 Jahren Vegetarierin, lautet, dass Staffel 2 nicht enttäusche und gute Unterhaltung biete, und das sei es, was Clarksons Fernsehen ausmacht. Für das Fachmagazin Agrarheute ist Clarkson’s Farm „ein Format über die Landwirtschaft, das weder peinlich ist noch Fremdscham auslöst oder ideologisch geprägt falsche Informationen verbreitet“. Das Onlinemagazin quotenmeter.de bescheinigt der dritten Staffel das „bisher beste Verhältnis zwischen Unterhaltungs- und Lernfaktor“, die Staffel profitiere ungemein von den unterschiedlichen Charakteren: „Charlie Ireland als sachliche Stimme der Vernunft und der schlagfertige, von jugendlichem Übermut getriebene Betriebsleiter Kaleb Cooper“. Staffel 4 hingegen wurde etwas gemischter bewertet. Man habe das Gefühl, dass Clarkson vom Farmleben gelangweilt und mit dem Pub auf der Suche nach einer neuen Herausforderung sei, obwohl die Serie doch „Clarkson’s Farm“ und nicht „Clarkson’s Pub“ heißt. Zwar gebe es neue Aspekte, aber keine neuen Themen oder neue Herausforderungen, allerdings wissen Clarkson und Produzent Wilman, wie man Lacher geschickt platziert.